# Линшьопинг
Лѝншьопинг (на шведски: Linköping, по правилата за транскрипции до 1995 г. Линчьопинг) е град в южна Швеция, главен административен център на лен Йостерйотланд и на едноименната община Линшьопинг. Намира се на около 180 km на югозапад от столицата Стокхолм. ЖП възел, има летище. Населението на града е 104 232 жители според данни от преброяването през 2010 г.
Градът е един от най-старите търговски градове в Швеция.

## Образование
В града се намира Линшьопингският университет.

## Спорт
Представителният футболен отбор на града носи името ФК Линшьопингс.

## Побратимени градове
- Гуанджоу, Китай
- Исафярдарбер, Исландия
- Йоенсуу, Финландия
- Каунас, Латвия
- Линц, Австрия
- Орадя, Румъния
- Пало Алто, САЩ
- Римини, Италия
- Роскиле, Дания
- Тьонсберг, Норвегия